# Montenegro (Quindío)
Pour les articles homonymes, voir Monténégro (homonymie).
Montenegro est une municipalité située dans le département du Quindío en Colombie.